# Roger Berbig
Roger Berbig est un joueur de football suisse né le 6 novembre 1954 à Zurich.

## Biographie

### En sélection
10 sélections, 1 but
- Première sélection : Suisse-Autriche 0-1, le 4 avril 1978 à Bâle
- Dernière sélection : Suisse-Autriche 0-0, le 2 mai 1984 à Berne

### Après sa carrière de joueur
Il a poursuivi des études de médecine pendant et après sa carrière de footballeur[réf. nécessaire] pour devenir chirurgien spécialiste du genou[réf. nécessaire]. 
Il est devenu président du club Grasshopper Zurich en 2006[réf. nécessaire].

## Palmarès
- Champion de Suisse en 1978, 1982, 1983 et 1984 avec le Grasshopper Club Zurich
- Vainqueur de la Coupe de Suisse en 1983 et 1984 avec le Grasshopper Club Zurich